# 浅井恵倫
浅井 恵倫（あさい えりん、1894年12月25日 - 1969年10月9日）は、日本の言語学者。台湾を中心としたオーストロネシア語族諸言語を研究した。日本言語学会評議員、日本民族学会評議員、東京外国語大学アジア・アフリカ言語文化研究所運営委員を務めた。

## 経歴
出生から修学期
1894年、石川県能美郡苗代村（現･小松市）で浄土真宗大谷派住職・浅井恵定の長男として生まれた。1912年、県立小松中学校を卒業。第四高等学校に進学し、在学中にエスペラントを独学。1915年に卒業し、東京帝国大学文科大学に進学した。言語学科専攻で学び、1918年に卒業。 卒業論文『ポリネシア諸民族とその諸言語』はエスペラントで執筆した。1919年、日本エスペラント学会の創立に関わった。
言語学者として
1922年から翌年まで、福井市立商業学校、小松町立商業学校に教諭として勤務。1924年、大阪外国語学校（新制大阪外国語大学の前身）講師に就いた。1926年に同教授に昇格。1934年、オランダに留学。1936年、学位論文『ヤミ語の研究』をライデン大学に提出して文学哲学博士号取得。
帰国後、台北帝国大学助教授に就いた。翌年教授昇格。1943年、東京帝国大学文学部講師を命じられた。
太平洋戦争後
敗戦後も、1945年には中華民国国立台湾大学文政学院に勤務。翌年台湾省編譯館に勤務。1947年、連合国軍総司令部 (GHQ/SCAP) 民間情報教育局 (CIE) 顧問となり、東京大学文学部講師となった。1949年より国立国語研究所研究員。1950年、金沢大学講師となり、翌年教授昇格。1957年からは南山大学教授として教鞭を執った。1969年 に死去。享年73。

## 研究内容・業績
アジア・アフリカ言語文化研究所「小川・浅井コレクション」
1970年に遺族から東京外国語大学アジア・アフリカ言語文化研究所に旧蔵書や資料が寄贈された。和洋書約870冊、フィールドノート等の文書類約400点、民族写真約22,000枚、記録フィルム約40巻、音声レコード約40枚。今日では漢民族化が進んだためにすでに消滅あるいは消滅の危機に瀕した台湾原住民の言語資料、民俗資料が多数含まれており、貴重な資料となっている。

## 著作
著書
- 『馬來半島に於ける馬來語音の地方的差異に關する若干の考察』大阪東洋学会 1927
- 『原語による台湾高砂族伝説集』小川尚義共著、台北帝国大学言語学研究室 1935
- "The Sedik language of Formosa"(『セデック語』) Kanazawa University 1953
- 『メコン紀行：民族の源流をたずねて』東南アジア稲作民族文化総合調査団 1959

共編著
- 『速成馬來語会話：南洋旅行者のための』南方事情研究會編、三省堂 1940

## 浅井恵倫に関する資料
- 『小川尚義・浅井恵倫台湾資料研究』 東京外国語大学アジア・アフリカ言語文化研究所編 2005[2]
- 土田滋1984『人と学問 浅井恵倫』社会人類学年報』10, 弘文堂, 1-28頁.
- 『小川尚義浅井恵倫台湾資料研究』東京外国語大学アジア・アフリカ言語文化研究所 2005
- 『台灣原住民族映像：淺井惠倫教授攝影集』浅井惠倫撮影、笠原政治編、楊南郡訳、南天書局(台湾)
- 清水純 2014『画像が語る台湾原住民の歴史と文化：鳥居龍蔵・浅井恵倫撮影写真の探究』風響社